# DeLorean Motor Company
La DeLorean Motor Company (DMC) fue una empresa fabricante de automóviles estadounidense, fundada por el ingeniero automotriz John DeLorean en 1975. El único modelo que ha fabricado es el automóvil deportivo DMC DeLorean, con carrocería de acero inoxidable y unas puertas de ala de gaviota de apertura vertical. Conocida mundialmente después de su disolución gracias a la aparición de su único modelo en la trilogía de Back to the Future.
DMC tuvo una corta y turbulenta historia, que terminó en bancarrota en 1982. Cerca del final, en un intento desesperado de obtener los fondos necesarios para la supervivencia de la empresa, John DeLorean fue filmado aceptando dinero para formar parte del tráfico de drogas y fue llevado a juicio, aunque más tarde en 1984 fue absuelto de los cargos presentados en su contra tras descubrirse que había caído en una trampa policial.

## Historia

### Comienzos

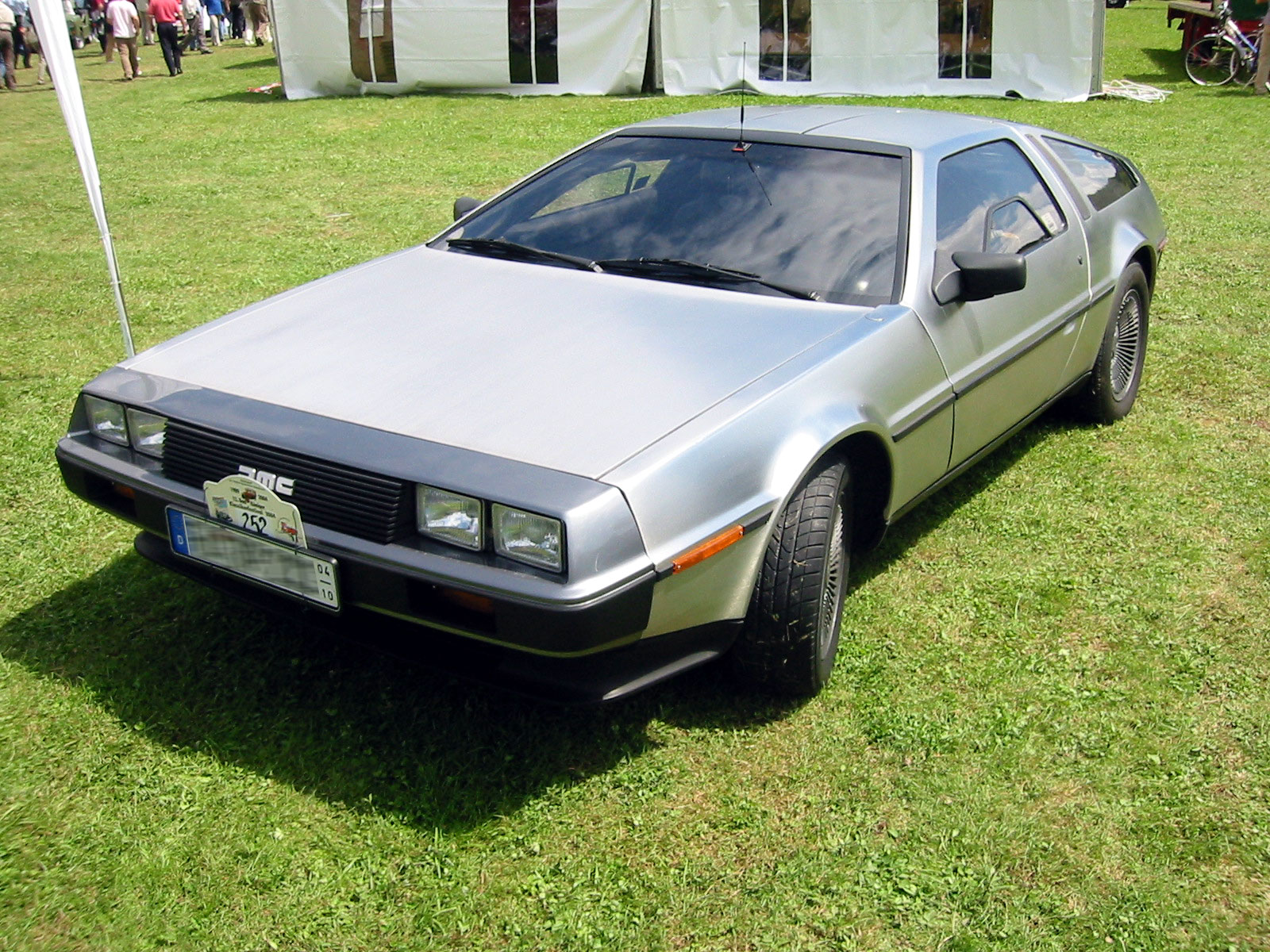
Parte frontal de un DMC DeLorean

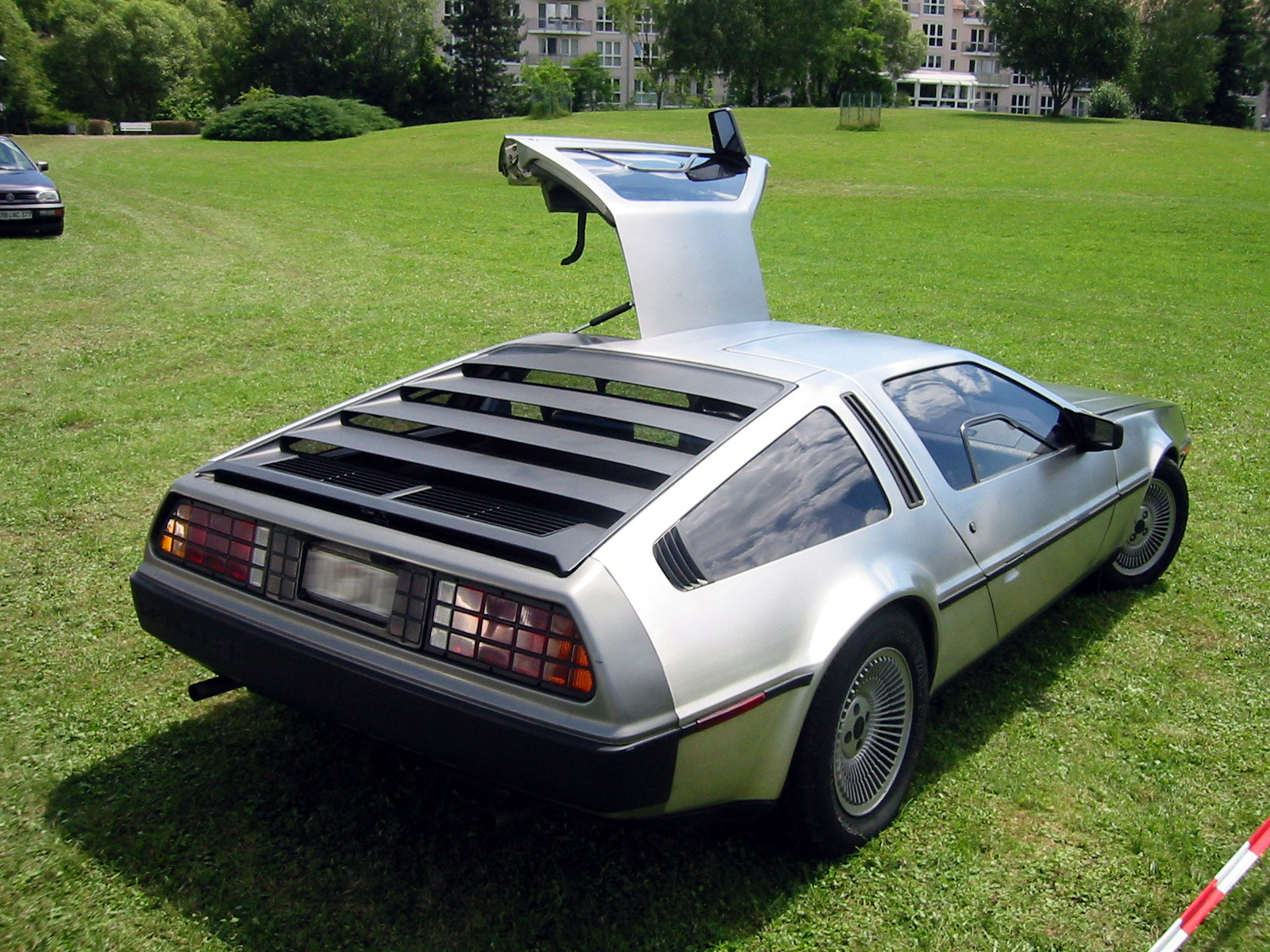
Vista posterior de un DeLorean

John DeLorean fundó DeLorean Motor Company en Detroit, Míchigan el 24 de octubre de 1975. DeLorean era un ingeniero muy conocido por la creación del Pontiac GTO, el primer muscle car de la historia, llegando a ser la persona más joven en convertirse en ejecutivo de General Motors. Después de marcharse de GM en abril de 1973, DeLorean decidió crear su propio coche. El capital de inversión provino principalmente en forma de préstamos comerciales del Bank of America y de la formación de colaboradores e inversiones privadas de particulares seleccionados, incluyendo el "Tonight Show", presentado por Johnny Carson y artistas como Roy Clark y Sammy Davis Jr. El dinero era ganado posteriormente a través de programas de inversión de concesionarios, los cuales vendían el DeLorean y a cambio eran hechos accionistas de la empresa. DeLorean también pidió incentivos lucrativos de varios gobiernos y organizaciones económicas para la construcción de su empresa fabricante de automóviles. Para obtener estos, esperó construir su fábrica en un país o zona donde el desempleo fuese especialmente elevado. Uno de los candidatos era la República de Irlanda, pero el país del entonces Ministro de Industria y Comercio, Des O'Malley, decidió no apoyar el proyecto. Un trato en Puerto Rico estuvo a punto de ser acordado cuando DeLorean aceptó una oferta de última hora de Irlanda del Norte, por la IDB (Industrial Development Board, Junta de Desarrollo Industrial). El gobierno británico estaba muy interesado en la creación de empleos en Irlanda del Norte para reducir la violencia callejera y el elevado desempleo, el cual rondaba entre el 30 y el 40% en algunos lugares y como parte de esta oferta, a DeLorean aparentemente le dio la impresión de que el gobierno británico proporcionaría a su empresa la financiación del crédito para la exportación. Esto proporcionaría un préstamo del 80% del coste total de los vehículos de US$25 000 por la terminación y entrega para el envío.

### Planta de fabricación
En octubre de 1978 se inició la construcción de la planta de fabricación de DMC, con 61 000 m² (15,1 acres) de superficie y se terminó en 16 meses. La construcción de la fábrica estuvo a cargo de la empresa Farrans McLaughlin & Harvey. La compañía fue conocida oficialmente como DMCL (DeLorean Motor Company, Ltd). Las instalaciones se situaron en Dunmurry, Irlanda del Norte, Reino Unido, en una interfaz entre dos comunidades religiosas que se diferenciaban por ser Twinbrook de la Iglesia católica y Dunmurry del protestantismo. En el edificio había dos entradas por separado: una para católicos y otra para protestantes, lo cual no se trataba más que de una conveniencia geográfica que correspondía a la segregación religiosa. 
El comienzo de la producción del DMC DeLorean estuvo previsto para que comenzase en 1980, pero los retrasos de ingeniería y los sobrecostes en el presupuesto causaron que la producción comenzara a principios de 1981. Los trabajadores de la fábrica eran generalmente inexpertos: algunos incluso nunca habían tenido trabajo antes de entrar en DMC. Todo ello pudo haber contribuido a los informes sobre cuestiones relativas a la calidad, atribuidos al comienzo de la producción de los vehículos, y el posterior establecimiento de los QAC (Quality Assurance Centers, en español Centros de gestión de calidad) en algunos lugares de entrega. 
Se establecieron centros de gestión de calidad de postproducción en California, Nueva Jersey y Míchigan, donde se corregía una parte de los problemas de calidad de los automóviles antes de entregarlos a los concesionarios. Entre los problemas se encontraban los alternadores y el ajuste en los paneles de la carrocería y en las puertas de ala de gaviota.
Los procesos de gestión de calidad en la fábrica y los centros de postproducción fueron exitosos en general, aunque continuaron ocurriendo problemas de mano de obra. Para compensar los problemas, los modelos 1981 se vendieron con una garantía de 12 meses y 12 000 millas (19 300 km). Hacia 1982, la mejora en la calidad de las piezas y el mayor entrenamiento de la mano de obra significó que la calidad de producción mejoró notoriamente. Sin embargo, hubo problemas con los clientes y concesionarios, debido a que varios concesionarios se negaban a realizar reparaciones en garantía porque el fabricante no les reembolsaba el costo. 
Poco a poco, los buenos augurios mostrados por las listas de venta se vieron desvanecidos cuando el gobierno británico emprendió una campaña contra DMC,[cita requerida] imponiendo un elevado impuesto exclusivo para la empresa y tirando abajo un plan de subvenciones que ya estaba acordado, para proteger la industria automovilística centrada en Inglaterra.

### Bancarrota
Las ventas del DMC DeLorean aguantaron durante 1981, pero en 1982 cayeron drásticamente y esto forzó a DMC a buscar apoyo financiero. En octubre de 1982, John DeLorean fue arrestado por cargos de tráfico de drogas. Tras su arresto, el 26 de octubre de ese mismo año la DeLorean Motor Company se fue a la bancarrota, teniendo contratados a más de 2500 trabajadores y con más de US$100 000 000 (equivalente a $315 724 138 en 2023) en inversiones.
El único modelo que fabricó, el DMC DeLorean, fue lanzado a la fama después de aparecer en la conocida trilogía de Back to the Future como el automóvil transformado en la máquina del tiempo DeLorean por el excéntrico científico "Doc" Emmett Brown, a pesar de que la compañía ya había dejado de existir antes de estrenarse la primera película de la trilogía.

## Vehículos

### DeLorean (DMC-12)

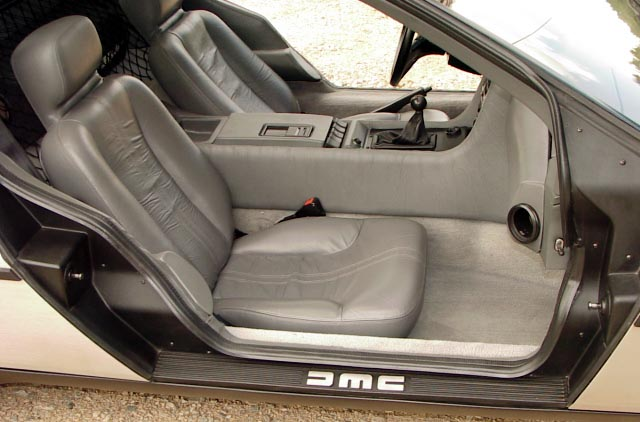
Interior gris de un DeLorean

El DMC DeLorean tenía un precio original de US$25 000 y tenía como características las puertas de ala de gaviota, un motor V6 PRV trasero, luneta trasera con persianas, que también las tenían otros deportivos como el Lamborghini Miura y el Lancia Stratos, así como una carrocería con paneles de acero inoxidable. El interior estaba disponible en color negro o gris, con asientos de cuero, espejos retrovisores eléctricos, aire acondicionado y volante regulable.
En el concepto de John DeLorean este modelo era el "coche ético", producido para tener larga vida y dar mucha seguridad a sus ocupantes. Los paneles exteriores de acero inoxidable, un acero cinco veces más caro que el acero común, estaban fijados con tornillos, preferidos en lugar de soldaduras, para facilitar reparaciones. Las puertas de ala de gaviota fueron escogidas por motivo de seguridad, debido a que tienen menor tendencia a obstruirse en una colisión y por motivo de estética, ya que daban un toque diferente al coche.
Además, el coche era relativamente fácil de mantener, gracias a piezas comunes en varios modelos del mercado europeo, encontradas sin problemas hasta hoy en día. El acero inoxidable de su carrocería no necesita pintura o cera, la única preocupación eran los arañazos, eliminables con la ayuda de un estropajo no metálico. 
El espacio interior era amplio, reflejo directo del tamaño de su creador, un hombre de 1,93 m (6' 4") de estatura.
El acero inoxidable hacía de John DeLorean un poco parecido con Henry Ford, quien no admitía otro color para sus coches excepto el negro, por lo que el DeLorean se vendía solamente con el acero inoxidable sin pintar.
Entre la DeLorean Motor Company Ltd y la Consolidated International fueron ensamblados aproximadamente entre 8583 y 9200 DeLorean desde 1981 hasta 1982.

### DMC-24
Una versión alargada llamada DMC-24, habría sido un sedán de cuatro plazas, conservando la forma y las puertas de ala de gaviota del DeLorean. Se elaboraron varios diseños: uno que tenía las dos puertas y la cabina estiradas para permitir la entrada; y el otro tenía un juego separado de puertas traseras. El diseño de cuatro puertas fue producido por Italdesign y estaba basado en el prototipo Lancia Medusa. La factura de la versión de Italdesign no fue pagada por DMC, e Italdesign modificó este prototipo para convertirlo en el Lamborghini Marco Polo.

### DMC-44
El DMC-44 era una propuesta para un ligero vehículo todoterreno 4×4 que utilizaba el tren motriz y otros componentes del Polski Fiat 126p. Se produjo un prototipo con estructura de tubo de acero y la empresa produjo un video promocional para atraer inversores al proyecto. Habría dos versiones: uno era dedicado a usos todoterreno; y el otro era una versión de carretera.

### DMC-80
Un autobús, llamado DMC-80, fue planeado en el otoño de 1981 con una variedad de transmisiones y motores de seis cilindros en línea. DMC elaboró un folleto promocional para empresas de transporte público. Este habría sido un autobús alemán americanizado de piso bajo, producido en los Estados Unidos.

## La DMC actual
En 1995, el mecánico Stephen Wynne, nacido en Liverpool, comenzó una empresa distinta, pero usando el mismo nombre de la DeLorean Motor Company original. Después, Wynne adquirió el inventario de piezas restantes y el logotipo estilizado de la marca registrada, "DMC". La actual DeLorean Motor Company tiene su sede en Humble (Texas), cerca de Houston y nunca estuvo relacionada con la empresa original, pero realiza servicios para los propietarios de autos DeLorean. La empresa se dedica a restaurar coches DeLorean y vender repuestos para ellos.
A finales de 2008, DMC anunció que volvería a fabricarlos con las mismas características, tales como la motorización, caja de cambios, medidas, etc. La empresa también inició un paquete de personalización ofreciendo una opción de motorización más potente. Sin embargo, la firma no ha podido fabricar nuevos coches en serie, principalmente porque el número de piezas en el inventario es limitado y no ha encontrado un proveedor de motores.